# 陈光 (1961年)
陈光（1961年3月—），男，安徽濉溪人，中國現代管理學學者，西南交通大学教授和公共管理学院院长。四川省委省政府决策咨询委员，經常就四川發展和政府政策，發表意見。

## 生平
1982年畢業於西南交通大學，且在西南交通大學任教。1983年在华中理工大学進修，1987年任西南交通大學人文社會科學院副院長，2000年獲得西南交通大學法學碩士，2005年成爲西南交通大學公共管理學院院長。

## 社会兼职
兼任四川省委省政府决策咨询委员会委员、成都市政府科技顾问团成员、成都市科学技术协会副主席、成都市对外科技交流协会会长、国际行政科学中国专家委员会委员、中国行政管理学会理事、国际科技管理学会（AIMOT）会员、中国科学学与科技政策研究会常务理事、全国政府绩效管理研究会常务理事、中国管理科学学会公共管理专业委员会常务理事、中国创新方法研究会理事、四川省政治学会副会长、中国教育管理科学学会常务理事、四川省创造学会理事和四川省知识经济促进会副理事长。

## 外部鏈接
- 個人博客 （页面存档备份，存于）
- 陈光的新浪微博